# 陳曦 (弘治進士)
陳曦（1456年—？），字景和，錦衣衛籍直隸江都縣人，明朝政治人物。

## 生平
成化十三年（1477年）丁酉科順天府鄉試第一百四名舉人。弘治三年（1490年）中式庚戌科會試第二百六十九名，三甲第一百五十四名進士。

## 家族
曾祖陳泰；祖父陳震；父陳忠，母王氏。永感下。